# Haager Programm
Das Haager Programm (benannt nach dem Ort der Veröffentlichung Den Haag), vollständiger Name Haager Programm zur Stärkung von Freiheit, Sicherheit und Recht in der Europäischen Union, wurde im November 2004 als Nachfolger des Tampere Programms vom Europäischen Rat angenommen. Es setzt die Richtlinien der gemeinsamen Politik der Europäischen Union in Bereichen wie Rechtsrahmen, Migration, Kriminalitäts- und Terrorismusbekämpfung u. a. für den Zeitraum von 2005 bis 2010.
Die zehn Schwerpunkte sind:
1. Stärkung der Grundrechte und der Unionsbürgerschaft
2. Bekämpfung des Terrorismus
3. Ausgewogenes Konzept zur Steuerung der Migrationsströme
4. Gemeinsames Asylverfahren
5. Maximierung der positiven Auswirkungen der Einwanderung
6. Integrierter Schutz an den Außengrenzen der Union
7. Datenschutz und Informationsaustausch im richtigen Verhältnis
8. Organisierte Kriminalität: Ausarbeitung eines strategischen Konzepts
9. Ein leistungsfähiger europäischer Rechtsraum für alle
10. Verantwortung und Solidarität gemeinsam ausüben

Die Nachfolge des Haager Programms hat das Stockholmer Programm angetreten.